# Dreaming Now!
「Dreaming Now!」（ドリーミング・ナウ）は日本の歌手・倖田來未の楽曲。同歌手の56枚目のシングルとして、2013年11月13日にリリースされた。発売元はrhythm zone。

## 解説
前作「Summer Trip」より約3か月ぶりとなるシングル。「CD＋DVD」、「CDのみ」、「CD＋DVD＋KODA KUMI×EMODAトートバッグ」（ファンクラブ限定盤）、「CD＋KODA KUMI×EMODAトートバッグ」（ファンクラブ限定盤）、「日比谷野音記念盤」の5形態での発売となる。

## 音楽性とイメージ
本楽曲は、「2013年ワールドグランドチャンピオンズカップ」テーマソングとして使用され、倖田は実際にバレーボールの試合を見に行ったという。本人曰く、「試合前に選手の映像が音楽と一緒に流れて、その音楽に合わせるように会場の完成や手拍子が鳴り響く…その光景を会場で目の当りにしたときに、試合も始まっていないのに、感動して涙が出そうになってしまった」と語っている。

## 制作背景
楽曲に関しては、10曲くらい候補の曲をあげて、試行錯誤を重ねて完成したとしている。MVは悪天候での撮影を即行をし、後に倖田は「ある意味その風や雨のおかげで、かなり迫力ある映像になりました。体の全てを使って、戦い続ける強い意志、そして、前を向いて歩き続けていく気持ちを表現している激しいダンスシーンにも注目です。」「この楽曲を通して、スポーツをはじめ、世界に挑戦する全ての人と応援者であるオーディエンスに、夢を諦めない気持ち、そして、その夢を応援する気持ちの強さ、勇気とパワーを伝えることができたら嬉しい」と語っている。

## 収録内容
- 全作詞：Kumi Koda

### CD

#### CD+DVD・CD盤
1. Dreaming Now! [4:16]
作曲・編曲：Mitsu.J
2. XXX [3:18]
作曲：T-SK, HIROMI Rainbow, Gabriele Guidi, Michela Lombardi
3. 愛のうた (Live at a-nation stadium fes.2013)
初回限定のみのボーナストラック

#### ファンクラブ限定盤
1. Dreaming Now!
2. XXX
3. All for you (Live at Koda Kumi Premium Night〜Love & Songs〜)

#### 日比谷野音記念盤
1. Dreaming Now!
2. XXX
3. LALALALALA (Live at Summer Trip Live 2013)

### DVD (CD+DVD盤のみ)
1. Dreaming Now! (Music Video)
2. IS THIS TRAP? (Live at a-nation island 2013)
3. Dreaming Now! (Making Video)

## タイアップ
- 2013年ワールドグランドチャンピオンズカップ テーマソング (#1)

## 収録アルバム
- Dreaming Now!
  - 『Bon Voyage』
  - 『MY NAME IS...』(ファンクラブ限定盤)
  - 『BEST 〜2000-2020〜』(ファンクラブ限定盤)

## 収録ライブ映像
- Dreaming Now!
  - 『Koda Kumi Fanclub Live Tour ～Let's Party Vol.2～』(Bon Voyage、ファンクラブ限定盤)
  - 『Koda Kumi Hall Tour 2014 〜Bon Voyage〜』
  - 『Koda Kumi 15th Anniversary First Class 2nd LIMITED LIVE at STUDIO COAST』(WALK OF MY LIFE、ファンクラブ限定盤)
  - 『KODA KUMI LIVE TOUR 2016 〜Best Single Collection〜』
  - 『KODA KUMI 20th ANNIVERSARY TOUR 2020 MY NAME IS...』(メドレー)
- XXX
  - 『Koda Kumi Hall Tour 2014 〜Bon Voyage〜』
  - 『KODA KUMI 15th Anniversary LIVE The Artist』
  - 『KODA KUMI LIVE TOUR 2017 〜W FACE〜』
    - 『MY NAME IS...』(ファンクラブ限定盤)